# 一人っ子政策

中国の出生率、死亡率

一人っ子政策（ひとりっこせいさく）は中華人民共和国における産児制限政策である。特に1979年から2014年まで実施された、原則として一組の夫婦につき子供は一人までとする計画生育政策（计划生育政策）を指す。
2015年から2021年までは一組の夫婦につき子供二人までとされていたため、俗に二人っ子政策と呼ばれた。2018年時点で91万3593か所の拠点と9400万人のメンバーを持つ中国計画出産協会が取り締まっていたが、二人っ子政策も効果がほとんどなく廃止が検討され、2021年5月31日には中国共産党が一組の夫婦が三人目の子供を出産することを認める方針を示した。同年8月20日には法案が正式に可決された。

## 歴史
| 年次 | 年末総人口 | 出生率(%) | 死亡率(%) | 自然増加率(%) | 合計出生率 | 男性 平均寿命 | 女性 平均寿命 |
| ---- | ---------- | --------- | --------- | ------------- | ---------- | ------------- | ------------- |
| 1950 | 55,196     | 37.00     | 18.00     | 19.00         | 5.81       | 46.70         | 49.20         |
| 1955 | 61,465     | 32.60     | 12.28     | 20.32         | 6.26       | -             | -             |
| 1960 | 66,207     | 20.86     | 25.43     | -4.57         | 4.02       | -             | -             |
| 1965 | 72,538     | 37.88     | 9.50      | 28.38         | 6.08       | -             | -             |
| 1970 | 82,992     | 33.43     | 7.60      | 25.83         | 5.81       | 63.20         | 65.20         |
| 1975 | 92,420     | 23.01     | 7.32      | 15.69         | 3.58       | -             | -             |
| 1978 | 96,259     | 18.25     | 6.25      | 12.00         | 2.73       | -             | -             |
| 1980 | 98,705     | 18.21     | 6.34      | 11.87         | 2.31       | 66.40         | 69.25         |
| 1985 | 105,851    | 21.04     | 6.78      | 14.26         | 2.20       | -             | -             |
| 1990 | 114,333    | 21.06     | 6.67      | 14.39         | 2.31       | 66.84         | 70.47         |
| 1995 | 121,121    | 17.12     | 6.57      | 10.55         | 1.86       | -             | -             |
| 2000 | 126,743    | 14.03     | 6.45      | 7.58          | 1.68-1.77  | 69.63         | 74.45         |
| 2005 | 130,756    | 12.40     | 6.51      | 5.89          | 1.74       | 70.72         | 74.45         |
| 2007 | 132,129    | 12.10     | 6.93      | 5.17          | 1.57       | -             | -             |

中華人民共和国建国前の中国においては1840年のアヘン戦争から1949年の現国家建国に至るまでの109年間に4億1000万人から5億4000万人と、1億3000万人、年平均0.26パーセントの人口増加率にしか過ぎなかった。内戦や自然災害も多く、多産多死の「人口転換」前の段階であり、人口は停滞し続けた。その後、社会は安定し、人口が急増し始める。
建国後の出生率の変動過程に注目しつつ、建国後の人口動態史を時期区分すると以下の4つの段階に区分される。

### 第1段階（1949年から1959年）・第1次人口増加期
1952年までをその前半期とする。出生率の急上昇と死亡率の急低下により、自然増加率も2パーセント前後の高い水準にあった。1950年に制定された『中華人民共和国婚姻法』の理念（数千年来の旧中国の家父長的な家族制度を打破することなくして社会主義国家建設は実現できないとの考え）を徹底させる運動が展開され、それまでは身分階層的に結婚できなかった層（多額の持参金を払えなかった男性など）を含めて、結婚ブームが巻き起こった。『婚姻法』は、建国前までに見られた、賃借妻や売買婚などの封建的婚姻制度から女性を解放することを目的としていた。この時期の社会経済政策の柱は、旧ソビエト連邦の影響を受け、子供に対する特別手当支給、不妊手術や人工妊娠中絶の禁止など、出生を奨励するものであった。1953年から1957年までは、第1次人口増加期の後半期になる。1950年から出生率の低下が見られたが、死亡率の低下が著しく、戦乱もなかったため自然増加率はなお2.23パーセントと高水準を維持した。

### 第2段階（1959年から1962年）・「2000万人非正常死」の時期
この時期には、異常な自然災害を契機とし、1958年から始まった「大躍進」（積極的に経済を拡大しようとする政策）運動の失敗、誤った生産報告に起因する過剰な食糧の取り立て、中ソ対立に伴うソ連の全面撤退に対する債務返済のための無理な農産物輸送という3つの悪循環が生じたと言われた。これについては後年「天災」というよりも、食糧分配の不均衡などの政策上の過ちによる「人災」であったことが明らかにされた。小島後掲書によると、後退は食糧凶作からはじまったが、最大の理由は水利・植林・鉄造りなどに農民が動員されすぎ、収穫時に十分な刈り取りができなかったことにあるとされる。その他、男性が動員された後の農作業を受け持った主婦が不慣れだったり、公共食堂のタダ食いで種子まで食べてしまい、翌年の蒔きつけができなかったりしたことも原因である。1960年の死亡率が出生率を上回る「絶対減」が生じ、自然増加率はマイナス0.45パーセントとなった。人口ピラミッド上でも1960年出生コーホート（同時出生集団）人口がくびれており、世界各国の人口ピラミッドでもまれにみるピラミッド形状となる。このことからしても、当時の「大災害期」の凄まじさ（「2000万人非正常死」といわれる）が推測できる。実際、今日でも死者の数を伝える正確な記録、資料は残されていない。しかし様々な形で伝えられる数字は、実に1500万人から4000万人に及んでいる。総人口の2.5パーセントから6パーセントに及ぶ餓死者の数である。もちろん餓死線上の人々はその数倍に及ぶと考えられる。

### 第3段階（1963年から1971年）・第2次人口増加期
一般に出生率は、何かの原因によって急低下するとその直後に反動や揺り戻しがあるとされるが、第3段階はその時期にあたり、1963年の出生率は4.337パーセントを記録した。自然増加率は3パーセントの効率を続け、1970年には1年間に2321万人という史上最高の純増を示した。この時期に出生した集団により1980年後半以降の第3次ベビーブームが生じたので、「一人っ子政策」をやむなく継続せざるをえなくなっている。

### 第4段階（1971年以降）・出生率低下期
1969年に3.411パーセントと高かった出生率は1979年には1.782パーセントと半減した。人口の純増も1970年の2321万人から1980年の1163万人へと半減している。わずか10年間にこのような出生減を達成した経験は、第二次世界大戦後の日本以外、世界史的にも極めてまれな事例である。

## 中華人民共和国の人口政策史

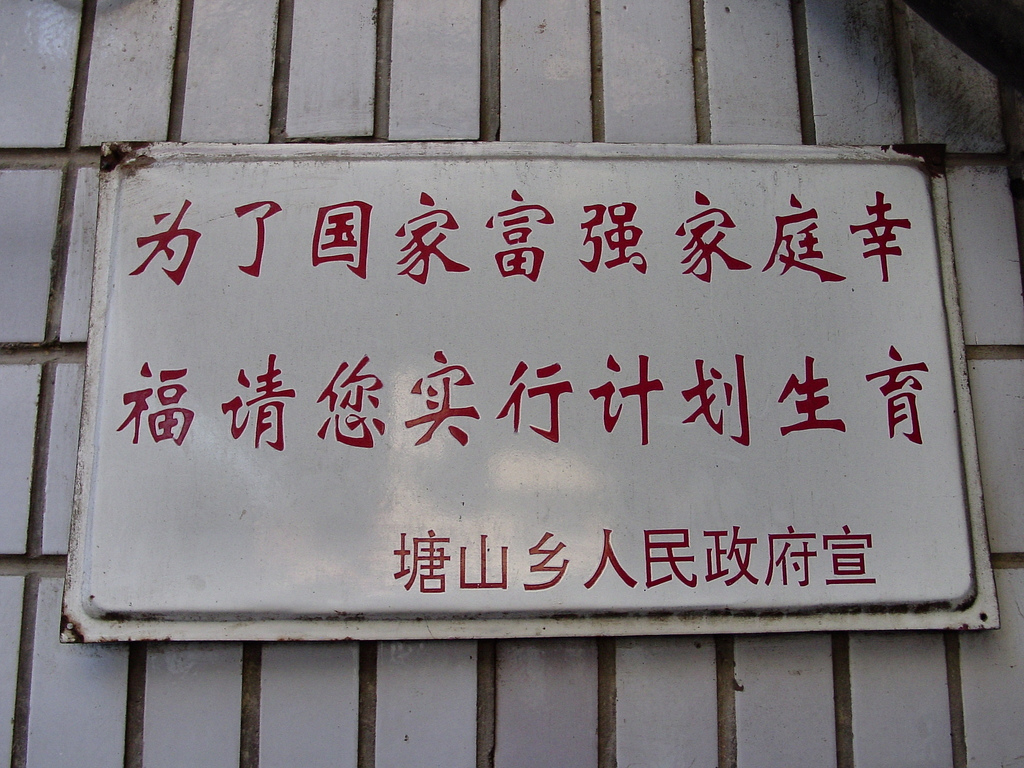
「国家の富強と家庭の幸福の為にあなたも計画生育を実行してください」と記した看板

中華人民共和国の人口政策史は三転四転と紆余曲折し、苦難の道のりであった。
1949年の建国直後の中華人民共和国では、人口の多いのは重要な財産であるとの楽観的な人口思想のもと、人口増加政策が進められた。社会主義社会は人口問題など存在しないという主張がされる一方で、「人口は幾何級的に増加するが、食糧は算術（等差）級的にしか増加しない」というマルサス人口論は資本主義擁護の最も反動的な理論であるとされた。
1953年中国で初めての人口センサスが行われたが、その結果は衝撃的なものであった。人口センサス実施前は4億人から5億人と見込まれていたが、実施してみると6億193万人（国外華僑、留学生人口を含む）という、予想より1億人多い結果が出た。さらに農業危機にもぶつかったこともあり、中国の人口増加政策は、政策転換を余儀なくされた。そのため1954年から1957年には、計画出産が公式に奨励された。1957年の第1期全国人民代表大会第4回において「新人口論」を提出し、人口統制を説いた。
しかし、これも長く続かなかった。1958年6月から「大躍進」が始まり、積極的に経済を拡大させようとする政策がとられた。前述の馬寅初・北京大学学長は、ブルジョア右派分子として厳しく批判され、1960年3月に学長職を追われた。この後、「大躍進」の失敗と、3年連続の自然災害により、食糧危機が発生しても、出生抑制を主張することは人民の飢餓に対する危機感をかきたてることになるとの「政治的配慮」から、計画出産への政策転換はなかなか行われなかった。
ようやく1962年、出生率がピークになり、人口問題が相当深刻になってから、1962年に中央・地方を通じて計画出産指導機構が設けられ、1964年に計画出産弁公室になった。しかし、折しも「文化大革命」が開始され、計画出産運動は中断されてしまう。1965年から1971年までのわずか6年間で人口の純増は1億2691万人に達し、1840年のアヘン戦争から人民共和国成立までの109年間の人口増にほぼ等しい数の純増となった。
1971年初め、周恩来首相の提唱で計画出産活動が始動し、文革終結後の1972年頃から農村を含めたより広範な計画出産活動が再開された。1973年8月に国務院に「計画出産指導小組」が設立され、「晩婚、晩産、1組の夫婦に子供2人まで」が提唱された。1960年代の計画出産運動が大都市のみにとどまったのに対し、1970年代のそれは農村を巻き込み、全国レベルの出生率の急減に明らかな効果を示した。
1978年当時の中国社会科学院院長であった胡喬木は、「1977年の国民1人あたりの平均食糧は、1955年前の水準にしか相当しない。食糧生産の伸びは、人口の伸びにしか相当しない」と指摘した。現代化を早期に進めていくためには基盤作りとして人口管理の必要性を説くこの発言は衝撃の発言であり、「一人っ子政策」導入の大きな契機となった。また、この胡の指摘は、当時の中国社会主義農業政策の根幹である「人民公社」方式が国の食糧の増産という課題を解決しなかったことを歴然と判明させることとなり、「生産責任制」という資本主義的な制度の導入の根拠ともなった。
同年、弾道ミサイルの開発者だった技術者の宋健は、『成長の限界』などマルサス主義の書籍の知識をもとにトップダウンによる強制的な人口削減策を提唱し、中国共産党の首脳部に好意的に受け入れられた。「2080年までに人口を3分の1減らさなければならない」とする宋の主張は、1979年に成都で行われた会議において政策となり、銭信忠を責任者とした中華人民共和国衛生部を中心として、不妊化手術や刑罰を用いた人口管理政策を実施した。ただし、正式な「一人っ子政策」の提出は1980年9月の出来事であった。

## 一人っ子政策のしくみ
その主たる柱は、「晩婚」・「晩産」・「少生」・「稀」（2人の子供の間を延ばして4年前後にする）・「優生」である。この国策としての人口計画施行の法的根拠としては、第1に『中華人民共和国憲法』上の規定と、第2に1980年改正の『中華人民共和国婚姻法』（1980年改正法）、第3に各地区の計画出産条例がある。

### 『中華人民共和国憲法』の規定
- 「国家は計画出産を推進して人口の増加を経済発展計画に適応させる」[28]。
- 「夫婦は双方ともに計画出産の義務を負う」[28]

### 『中華人民共和国婚姻法』の規定
- 法定婚姻年齢を引き上げ、男性22歳・女性20歳と世界的にも高齢とした[28]。もっとも少数民族は弾力的に引き下げ、男20歳・女18歳とし、補充規定を定めた[28]。
- 婚姻の自由、一夫一婦制、男女平等という基本的支柱[30]とならべ、「夫婦は双方とも計画出産の義務を負う」と明記した[28]。
- 一人っ子政策を推進することから必然的に生じてくる諸問題を解決するため、「婿入りの奨励」「子女が父母どちらの姓をも自由に称することができること」「夫婦別姓の権利」「家庭内における地位や遺産についての男女平等」「嬰児の溺殺その他の嬰児虐殺行為の禁止」がうたわれた[31]。

離婚についても、感情に亀裂が生じ、調停しても効果がない場合には、広く認められるようになった。
- 優生保護の観点から「直系血族または4親等以内の傍系血族」「ハンセン病の治療をしていない患者、あるいはその他医学上結婚すべきでないと認められる疾病の患者」の婚姻禁止を明記した[31]。

### 各地区の計画出産条例の規定
- 婚姻法に定めた結婚年齢を上乗せして（都市部；男27歳・女25歳、農村部；男25歳・女23歳）規制した[32]。
- 第1子をもうけた夫婦が2子目を産まないと宣言して、「一人っ子証」を受領する[33]。2子以上は特定の条件を満たす夫婦のみ許可され、出産間隔4年を経て、許可が必要であるとの規制を定めている[34]。
- 超過出産や計画外出産に対する経済的な制裁と処罰をそれぞれ定めている[32]。賞罰制度をまとめると以下のようになる[32]。

### 賞罰制度のまとめ
「一人っ子」宣言をした夫婦は「七優先」という優遇策をうけている。
- 月5元（当時の平均月収の約1割）の奨励金を子供が14歳になるまで受領できる。
- 託児所への優先入学、学費免除をする
- 学校への優先入学、学費補助をする
- 医療費支給
- 就職の優先
- 都市部における住宅の優遇配分、農村における「自留地」の優先配分がある
- 退休金（年金）の加算と割り増し

「一人っ子」宣言をしなかった夫婦は以下の不利益を受ける。
- 超過出産費（多子女費ともいう）の徴収、夫婦双方賃金カット
- 社会養育費（託児費・学費）の徴収
- 医療費と出産入院費の自弁
- 昇給や昇進の停止

少子高齢化が明らかになっても、中国政府が一人っ子政策の廃止になかなか踏み込まなかったのは、これらの罰則によって生じる罰金が魅力的であったためとの報道もあったのである。

### 各地区の計画出産条例による第2子出産が許可される例外的な場合
都市部住民・農村部住民・少数民族で異なる規制を定めた。
まず、国家幹部、職員労働者、その他都市部住民に対しては、全国共通して、原則1夫婦あたり子供1人で、以下の場合のみ例外的に第2子が許可される。
1. 第1子が非遺伝性の身体障害者で働けない場合
2. 夫婦双方がともに一人っ子（ただし、後の2013年に夫婦どちらかが一人っ子であれば第2子の出産を認められることに緩和される[37]。）
3. 結婚後5年以上不妊で、養子をもらって以降妊娠した場合
4. 夫婦双方が帰国し定住している華僑

次に農村部住民については、以下の3類型に分かれる。
1. 第1類型、第2子の出産について厳格な所定条件を満たした場合のみ許可し、第2子の割合を全体の10パーセント以内に抑える[36]。この類型の規制は、北京、天津、上海の3直轄市と、人口のきわめて多い四川省、江蘇省のみが定める[36]。
2. 第2類型、第1子目が女児の場合、出産間隔を4から5年あけるとともに、母親が28歳以上の場合に第2子を許可する[36]。この類型の規制は、河北省、内蒙古自治区、山西省、遼寧省、吉林省、黒竜江省など18の地区が定める[36]。
3. 第3類型、第1子が男児でも第2子の出産が認められる、最も緩い類型で、寧夏回族自治区、雲南省、青海省、広東省、海南省の5地区が定める[36]。

少数民族に対しては、以下の4類型となる。
1. 第1類型、転入した少数民族が、転入前の居住地から第2子出産許可を得ており、既に妊娠している場合には、第2子の出産が許可される[38]。北京、天津、上海の3都市で定められる[38]。
2. 第2類型、都市部と農村部を問わず、夫婦双方が少数民族である場合、第2子の出産が許可される[38]。河北省、山西省、内蒙古自治区、吉林省、黒竜江省、安徽省、福建省、山東省、広西チワン族自治区、雲南省、貴州省など12州で定められる[38]。
3. 第3類型、都市部と農村部を問わず、夫婦双方のどちらかが少数民族である場合、第2子の出産が許可される[38]。寧夏自治区、青海省で定められる[38]。
4. 第4類型、夫婦双方が少数民族で、どちらかが農民、または夫婦のどちらかが少数民族で、双方が農民である場合に、第2子の出産が許可される[38]。遼寧省、湖南省で定められる[38]。

## 一人っ子政策のきっかけと展開
1972年12月天津市に住む、女児1人を持つ1女性工場労働者が、「生産と建設のため、もう男の子を欲しがりません」と宣言し、これを伝え聞いた天津医学院の女性教師44人の連名で、「一人っ子提議書」が出されたことがきっかけである。翌1979年1月26日全国計画出産弁公室主任会議が開催され、ここで初めて全国レベルでの一人っ子政策の基本路線が検討された。この会議の直後、「一人っ子証（独生子女証）」が天津市や四川省で試行され始めた。そして同年8月22日公布の「上海市革命委員会の計画出産推進に関する若干の規定」が最初の条例となった。その後以下の4段階で推進された。
1. 1979年から1984年までの第1期は、1979年の全国計画出産弁公室主任会議に始まり、1980年の「公開書簡」によって国策として本格的に軌道にのせた時期である[40]。制度出発当初、第2子の出産条件についての明記がなかったが、1981年頃になると、以下の特殊事情の3条件が全国に共通して示された[40]。<1>第1子が非遺伝性の身体障害者で働けない場合、<2>再婚で一方に子があり、他方が初婚の場合、<3>長年不妊で養子を迎えた後で懐妊した場合、それぞれの該当者は、申請して許可を受けた場合に計画的に第2子を産むことができる[40]。いずれにしても第3子を産むことは許されない[40]。なお少数民族に対しては、計画出産は奨励するが、第2子を産む枠は拡大されている[40]。
2. 1984年から1985年までが第2期にあたる。1984年8月にメキシコで国連の国際人口会議が開催された[41]。アメリカ合衆国のロナルド・レーガン政権が強制妊娠中絶・女嬰児殺害の手段で人口を削減しているとの見地から中国政府を批判し、国際連合人口基金への援助停止を決定した。このような国際世論への配慮に加え、農村では厳しい政策の実施は困難であることから第2子の出産条件の拡大・緩和策に転換した[41]。具体的には、「農村で女子1人しか出産しておらず、困難があることが確認され、第2子の出産を望む」場合が追記され、男子労働力の確保、家の継承や老人扶養という伝統的思想がなお残存する農村で第2子出産を認めた[41]。
3. 1986年から1987年が第3期にあたる[41]。農村では第1子が女児で政策どおりの実施に困難がある場合に4年の出産間隔をおいて、第2子の出産を許可することが浸透していった[42]。男子労働力の確保への願望は、家族単位での農業経営にあたる機会が増える「生産責任制」導入後いっそう強まった[42]。農村での出産政策の調整を全国的に広げて行った[42]。
4. 1987年以降が第4期にあたる[42]。全国的に各地区レベルの「計画出産条例」を制定・改定していった確定整備期である[42]。

## 一人っ子政策の問題点
一人っ子政策の影響と長寿化のため、中国の人口の高齢化は急速に進むと予想された。これに社会保障制度の設計が追い付かず、中国は高齢化への備えが不十分なまま少子・高齢化社会へ突入することになる。このことが貯蓄の減少・消費の低迷・設備投資の鈍化などを通じて経済成長にボディーブローのように影響を与えることが懸念された。
一人っ子政策が開始されて、四半世紀が経ち、1人の女性が生涯に産む子供の数の平均を示す合計特殊出生率は1.5～1.6に落ち込んでいるとされるが、国勢調査や毎年の標本調査の結果は1.0～1.2とされる。これは人口の自然増と自然減との境目の2を大きく下回っている。このため、北京大学の梁建章、李建新ら一部の中国人学者はこの一人っ子政策が、1974年にフォード政権の国家安全保障問題担当大統領補佐官、ヘンリー・キッシンジャーの下でアメリカ国家安全保障会議が作成した「国家安全保障課題覚書200」、いわゆる「キッシンジャー・レポート」に関与するものだと主張している。この覚書の趣旨は開発途上国の人口爆発が資源・食料の不足や現地政権の基盤の不安定を招き、米国の安全保障上の障害となりうるため、発展途上国の人口抑制に関する開発援助を実施するように米国政府に提言していた。その後、アメリカは国際連合などの国際組織や非政府組織を通じて発展途上国に対して人口抑制のメリットを宣伝し、各国の人口学者の養成や政策の形成に影響できる官僚に人口抑制策に関する研修を提供した。中国は覚書で名指しされなかったものの、中国政府は1980年に、1972年から同年までの間に8回中国を訪問した国際連合人口基金の高官と国勢調査、計画生育、人口学などの研究プロジェクトを導入する協議に合意し、同年の一人っ子政策を正式に導入した。
一人っ子政策により、都市部の若者の多くは、兄弟姉妹を持たず、「1-2-4体制」（子供1人を2人の親と4人の祖父母が世話をする）の中で成長したことで、他者とのコミュニケーションの能力に欠けた利己的な子供を生みだしていると言われる。また、第2子以降を産んだことによる不利益を恐れて公式に届出がなされず戸籍に登録されないままとなっている、いわゆる黒孩子が多数発生しており、2010年の中国政府の統計においてすらその数は1300万人に上るとされている。
一人っ子（独生子女）を失った「失独家庭」は100万世帯に上るとされる。彼らはネットで交流するなどして連帯し、このうち3000人以上が政府に補償を求める陳情を展開したが、認められなかった。そこで約180人が、「2人目の出産が認められなかったために、老後の介護などで子供から得られる利益を失った」として2015年5月に北京第1中級人民法院に提訴した。同法院は訴えを受理せず、日本の高等裁判所にあたる高級人民法院も「国家の政策調整の範囲内であり、裁判所が受理する案件ではない」との判断を示した。原告側は日本の最高裁判所にあたる最高人民法院に不服申し立ての手続きをとっている。2016年4月18日、彼らのような唯一の子供を事故や病気で失った親ら1000人が中国各地から北京に集まり、政府の国家衛生・計画出産委員会のビルの前で抗議活動を行った。「失独者」と書かれた帽子を被り、「政策の犠牲になった者の存在を忘れるな」、また「政府のサポートが足りない」として、政府に暮らしと老後のケアを訴えた。北京の警備が厳しさを増す中で1000人規模の抗議活動は異例である。警官隊が駆けつけ数10台のバスを並べ、市民の目から、抗議の様子を遮断した。
高齢化のペースが日本などの先進各国より早いペースで進むことも、一人っ子政策の結果である。中国民生部の統計によると2014年末時点で65歳以上の高齢者は1億3755万人であり、人口の10パーセントを占めるが、2034年には人口の20パーセントに達すると推計される。国が豊かになる前に高齢化の波が押し寄せるという意味の「未富先老」という言葉も中国メディアを賑わすようになった。他方でこれまで中国では、「親の介護は子どもがすべき」という伝統が根強かった。2013年に施行された『改正高齢者権益保障法』でも「高齢者と別居する家族は、日常的に帰るか連絡すること」と明記する。しかし、一人っ子政策や出稼ぎ労働の広がりで、家族だけで親の面倒を見ることが難しくなってきたため、この習慣も変わりつつある。習近平党総書記は2016年2月、「高齢化に効果的に対応しなければならない」と党と政府に指示して、老人介護を重大政策に掲げた。
一人っ子政策の柱の1つである「優生」を担う「優生優育」政策（簡体字: 优生优育）と呼ばれる障害者の出生率を抑制する優生学的国家政策も生命倫理や人権の観点から問題視されている。中国優生優育協会、中国優生科学協会がこの政策を支える社会団体（日本の独立行政法人や外郭団体に近い）として中国政府の下で設立されている。この「優生優育」などに代表される研究者や政府の都合を優先する中国の組織風土は2018年11月に中国で世界初の遺伝子操作されたヒトの出産が発表されて国際的な波紋を呼んだ際に槍玉にあがった。
また、一人っ子政策による一人っ子は小皇帝（女児の場合は小皇后）と呼ばれ、兄弟姉妹のいない環境下で過保護に育てられたとされ、「我儘」「協調性がない」等と批判されてきた。

## 一人っ子政策の緩和と政策変更
以上のような内容をもっていた一人っ子政策であったが、かつての「血の川ができようとも2人目は産ませない」などといった過激な一人っ子政策のスローガンも次第に廃止されるようになり、2014年10月29日に閉幕した中国共産党の重要会議である中央委員会第5回全体会議（5中全会）により、「一人っ子」政策の廃止が決定された。同会議は、経済の中期計画である「第13次5カ年計画」案を採択し、その会議後に発表されたコミュニケ（公表文）では、「1組の夫婦が2人の子供を産む政策を全面的に実施し、人口高齢化への対策を進める」とした。中国の人口学者はここ10年来、早期の政策変更を訴えてきたが、地方政府は学校などを建設することなどの負担増から政策変更には反対していた。
2013年には「夫婦どちらかが一人っ子ならば第2子の出産を認める」との緩和に踏み切っていた。だが新制度の利用率は低迷し、2年後にさらなる変更を迫られた。2012年には、労働人口が初めて減少に向かったとされ、2020年代に至ると年間790万人のペースで労働人口が急減していくと予想されており、「一人っ子」政策が世界的にも例のない速度で少子高齢化社会を引き起こし、経済成長にも悪影響を及ぼすと意識された。先に高齢化と人口減少を迎えた隣国日本が、潜在的な経済成長率の低下に苦しむ姿を目のあたりにしているだけに、政権の危機感は強かった。
ただし、中国共産党は、計画出産そのものについては「基本政策として堅持する」として、2人までの制限は残すという姿勢を見せており、「子供を産みたい」という両親の思いを国家が一方的に制限する構図は続く。中国政府の国家衛生・計画出産委員会は、10月30日、共産党が前日に「一人っ子」政策の変更を決めたことを受けて、2030年の人口が14億5000万人に増えるとの予測を明らかにした。同委員会によると今回の政策変更で、すべての夫婦が2人目を産むことができるようになり、子供を産めるようになる夫婦は全国で約9000万組と見込まれ、少子化に歯止めがかかると期待する。現在の新生児数は年間1700万人から1800万人とみられるが、今後数年間は増加に転じ、ピーク時には年間2000万人を超えると予測した。同時にこの政策変更によって子供の数が増えても、資源の消費に影響があるが許容の範囲内であるとしている。
一方、子供向け用品などの需要が増えたり、労働人口も2050年時点で、これまでの予測より約3000万人増え、経済面のプラス効果があるとしている。国家衛生・計画出産委員会の王培安副主任は11月10日、上述の共産党による緩和策により、全ての夫婦に2人目を産むことが認められることで、労働人口の減少が緩やかになるとの予測の発表をした。将来の潜在経済成長率を0.5パーセント引き上げるとの試算を発表した。
全人代は2015年12月27日の常務委員会で、全ての夫婦が2人の子どもを持つことを認める人口・計画出産法の改正案を採択し、2016年1月1日から施行した。法改正により、同年1月1日以降に生まれた子どもは2人目であっても全員が「合法」とされて戸籍が認められることになった。同改正法にあっては、2人目を産むことを奨励するために、育児休暇を延長する方針も盛り込んだ。国務院は、2016年1月14日、一人っ子政策に違反したなどの理由で戸籍を得られないでいる人について、「無戸籍問題の全面解決」を求める意見を関係する中央・地方の政府機関に出した。戸籍が取得できないでいる子どもについては、出生証明書と父母の戸籍などを示せば、戸籍を与えるとした。
中国が少子化を食い止めることができるかは、「一人っ子政策」を終えて初めての全人代となった2016年の全人代でも発言が相次いだ。「二人っ子政策」により子供が産めるようになるとされた9000万組のうち、二人目を産もうと考えている夫婦は26パーセントにとどまるとの調査もある。2016年3月の全人代では、「2人目を産んだ夫婦には各種の減税策を設けるべきだ」等の、出生策の増加を目指した政策提言が、全人代の代表（日本の国会議員にあたる）から相次いだ。各代表には少子化が地方経済にとって重圧になるとの、危機感も強い。全人代と同時に開催されている2016年の全国政治協商会議においては、「遅くとも2017年末までには全面的に計画出産を放棄するべきである」との踏み込んだ意見も見られたという。これに対し、一人っ子政策の執行を担った国家衛生・計画出産委員会は、会期中の記者会見で、産児制限を終える時期を問われて、「計画出産の国策はこれからも長期にわたり堅持する」と答えた。
以下は、上記緩和策に対しての日本企業の反応の一例である。2014年の個人情報の漏洩問題と少子化で、国内通信教育の会員数が激減している教育大手のベネッセホールディングスは、新たな海外展開と介護事業を新たな主力事業に据えようとしている。既に中国事業は会員数83万人と、日本国内の会員数76万人を上回る。日本の幼児に絶大な人気を誇る「しまじろう」は、中国でも「巧虎（チャオフー）」として親しまれており、会員数拡大のカギにする。同社の原田泳幸社長は「一人っ子政策の見直しも追い風」と話した。

## 廃止以後
一人っ子政策が緩和され、2人目が産めるようになった2016年は、2人目の子どもを産みたいと願っていた夫婦が相次いで子供を作ったため、合計特殊出生率が向上し、1.29となった。しかし、翌年の2017年は出生率は再び下がり、1.24であった。中国の出生率は、日本（2015年の出生率は1.46）よりも低い状態が続いていた。
2020年に登録された出生数は1005万人で過去最少であった。
2021年の出生確認数は、1949年の中華人民共和国建国以来過去最少の1062万人に減少した。
廃止後も長らく続いた政策により、中国人の間では「子供は一人」という認識が広まっている。
2021年7月24日、政府は教育費の高騰が出産をためらう理由として、学習塾の非営利団体化や学校での宿題量の制限などを盛り込んだ少子化対策案を公表した。ただし普通高等学校招生全国統一考試の対策を行う高校生向けの塾を規制することは反発を招くことから、小中学生向けのみの規制となった。
アメリカ合衆国ウィスコンシン大学の易富賢は、政府が人口統計を正確に取っていないことを批判している。
新型コロナウイルスが少子化を加速させた格好となり、2023年の出生数は更に低下する可能性が高い。2022年の合計特殊出生率は1.09であった。
2023年には、中国の出生人口は902万人となった。出生人口は2016年の1786万人から、わずか7年間で約半分に減っている。また、2022年以降、中国は死亡率が出生率を上回る人口減少に入った。2023年の人口は14億900万人であり、インドに抜かれた。国連は、中国の人口が2100年までに半減するとの予測を出した。